# 肖糙果茶
肖糙果茶（学名：Camellia parafurfuracea）为山茶科山茶属的植物。分布于中国大陆的广西、广东、江西等地，目前尚未由人工引种栽培。